# Sangre (canción)
«Sangre» es el primer sencillo de lo que sería su tercer álbum 'Love', fue lanzado en 1992 y la letra de la canción es de ella, y se la dedicó a Alfredo Díaz Ordaz al que sería su futuro esposo, pero que falleció lamentablemente.

## Sangre
Es la primera canción que cuenta con un estilo más dedicatorio para el amor, el disco casi lo hizo pensando en su fallecido exnovio Alfredo Díaz Ordáz, ella le compuso la letra junto con la otra canción Flor de Juventud.

## Remixes
1. Álbum Versión
2. Pop Versión
3. Underground Mix

## Letra
La letra habla sobre una chica que dice que no es solo recordar el dolor, si no que son frases dentro de una canción que quedan de los momentos y recuerdos que vivieron de un amor, también dice que tiempo ha regresado el reloj, y que sus manos cubren el corazón de ella, y ella no lo quiere olvidar ni cambiar y dice que siempre será el mejor, ella dice que el lleva en la sangre ansiedad por abrazarla, con sueños que no podrán ser, también dice que las cartas que él le dejó siempre están con ella. Que su héroe abrió las alas y voló, después dice que quizás el siempre tuvo razón y que el mundo no era para ese amor, que ya les tocara adelante y tal vez en el último instante de la vida de ella siempre lo amara.

## Video
En el video se muestra a Thalía con un vestido rojo color sangre y con unas llamas, ella canta la canción en diferentes lugares todos con el fondo rojo obscuro, y aparece en un aro de fuego y agarra el fuego y termina parada volteando hacia arriba diciendo "Sabes" y dice Thalía.
Existen dos versiones del video una es donde está con llamas y vestidos rojos, y en otro está en una tipo presentación de ella con escenas en movimiento.
En esta versión Thalía usa un micrófono con flores como solía hacerlo.

## Listas
La canción alcanzó la posición número cinco en la Ciudad de México.